# Trans, Mayenne
Trans är en kommun i departementet Mayenne i regionen Pays de la Loire i nordvästra Frankrike. Kommunen ligger i kantonen Bais som tillhör arrondissementet Mayenne. År 2022 hade Trans 227 invånare.

## Befolkningsutveckling
Antalet invånare i kommunen Trans
| Referens: INSEE |